# Université de technologie de Chemnitz

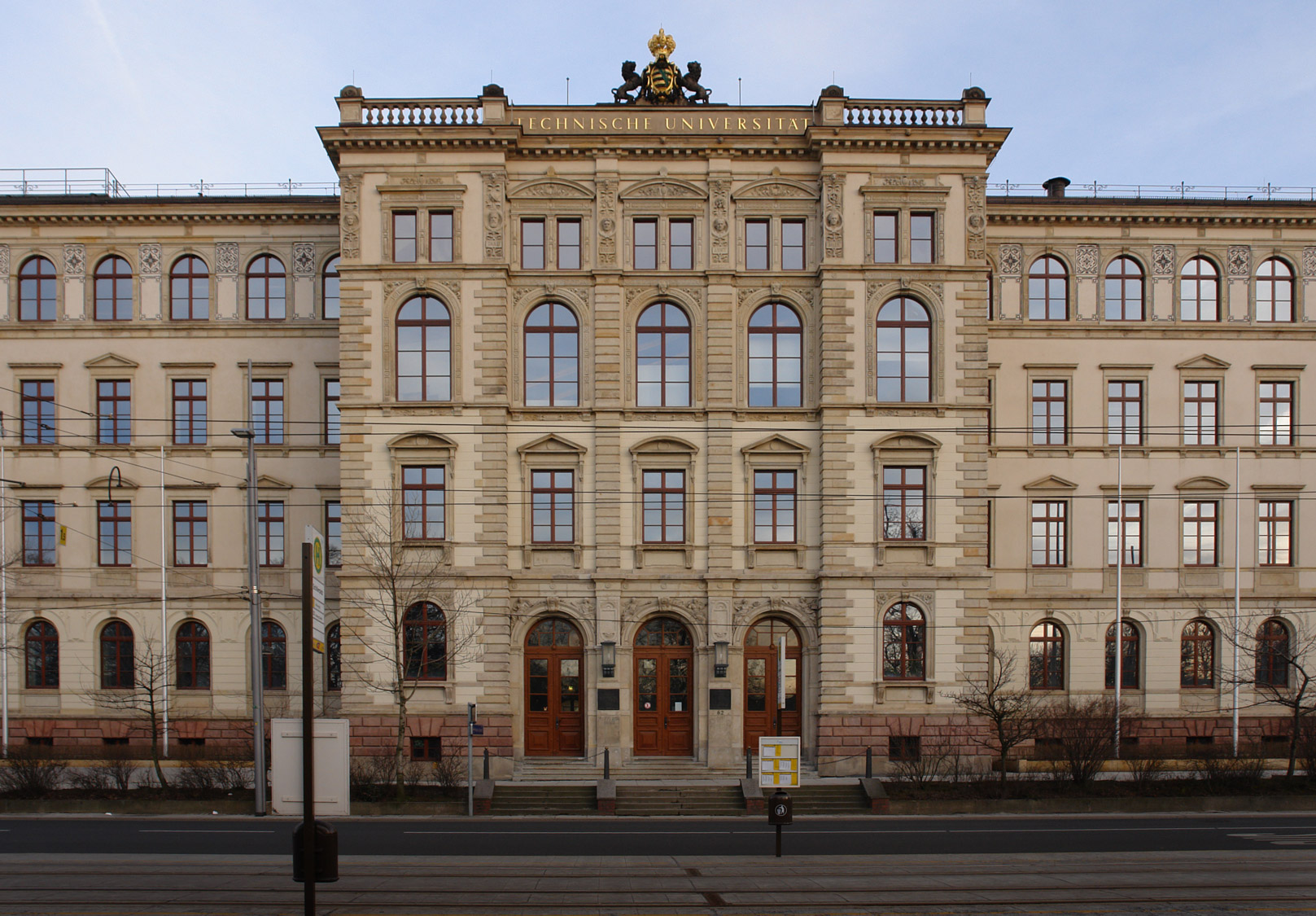
La façade du bâtiment principal

L'université de technologie de Chemnitz (en allemand, Technische Universität Chemnitz), en Allemagne, compte aujourd'hui plus de 10 000 étudiants, ce qui en fait la troisième université de Saxe. 750 étudiants étrangers y viennent chaque année. Fondée en 1836 sous le nom de Königliche Gewerbeschule (École de commerce royale), elle est devenue une université technique en 1986.

## Personnalités liées à l'université

### Anciens élèves
- Anna Cavazzini
- Romy Kasper
- Gustav Zeuner

### Docteur honoris Causa
- Jan Marian Kaczmarek